# Ribeira da Praia (Pedro Miguel)
A Ribeira da Praia é um curso de água português localizado na freguesia de Praia do Almoxarife, ilha do Faial, arquipélago dos Açores.
Este curso de água tem origem a uma cota de cerca de 690 metros de altitude nos contrafortes montanhosos da Arrochela. Procede à drenagem da bacia hidrográfica da referida elevação, bem de como toda a área que se estende desta até que a ribeira se encontre com o mar.
Esta ribeira recebe afluentes de pequena monta segue para o Oceano indo desaguar no Oceano Atlântico depois de passar na localidade da Praia do Almoxarife, numa vasta baía, entre a Ponta da Espalamaca e a Ponta de João Dias.